# Urolito

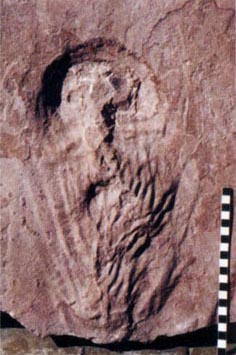
Urolito encontrado en la cuenca de Paraná, Brasil.

El término urolito (del griego oûron, orina y lithos, piedra) hace referencia a los restos fósiles producidos por la evacuación de residuos líquidos por dinosaurios o cualquier otro vertebrado.

## Descripción
Como la gran mayoría de los fósiles, los urolitos descritos hasta la fecha han sido hallados en rocas sedimentarias (principalmente en areniscas), presentando una estructura cóncava que muestra delineaciones concéntricas hacia su interior, cada una correspondiente a las distintas capas sedimentarias que han quedado expuestas debido a la fuerza del flujo de orina. El borde inferior de esta estructura se superpone con el sedimento removido, formando un flujo gravitacional de los sedimentos, que dejan una morfología irregular con forma de letra "V".

### Terminología
La expresión fue empleada por primera vez en Francia, por Duvernoy en el año 1844 para diferenciar las secreciones líquidas no urinarias producidas por algunos grupos de reptiles, que se encontraban en conjunto con coprolitos. Más tarde, Leydig identificó, en el año 1896 urolitos producidos por ictiosaurios en sedimentos del Triásico en Alemania. Posteriormente, Voigt en 1960 describiría urolitos compuestos de apatito y calcita producidos por reptiles del Cretácico Superior, también en Alemania. Más recientemente, en el año 2002, Khatherine McCarville y Gale A. Bishop descubrirían estas trazas fósiles asociadas a Saurópodos en Estados Unidos, sin embargo, no fue hasta el año 2004 en el que este término sería empleado en un texto científico por primera vez, de la mano de Marcelo Adorna Fernandes, Paulo Roberto de Figueiredo Souto, y Luciana Bueno Dos Reis Fernandes,  quienes serían los primeros en realizar una investigación sobre estas formaciones en la cuenca de Paraná, Brasil.

## Interés Paleontológico
En su trabajo de 2004, Fernandes observó que la morfología característica de los urolitos, es muy similar a las impresiones dejadas en el suelo por las avestruces modernas tras defecar, lo cual ha hecho surgir entre la comunidad científica la duda de si los dinosaurios no avianos excretaban los residuos líquidos (orina), y sólidos (heces) juntos, como lo hacen la mayoría de las aves, o si orinaban y defecaban de forma separada, como las avestruces, expulsando en primer lugar un chorro de orina que explicaría la formación de urolitos e, inmediatamente después, las heces. 
No obstante, conocer como defecaban los dinosaurios todavía requiere de más investigación, y los urolitos son un resto fósil de extrema rareza, habiéndose reportado muy pocos ejemplares en todo el mundo.